# Tambongwetan
Tambongwetan is een bestuurslaag in het regentschap Klaten van de provincie Midden-Java, Indonesië. Tambongwetan telt 3504 inwoners (volkstelling 2010).